# Марчелло Ф'ясконаро
Марчелло Луїджі Ф'ясконаро (італ. Marcello Luigi Fiasconaro; нар. 19 липня 1949) — італійський легкоатлет, який спеціалізувався в спринті та бігу на середні дистанції.

## Із життєпису
Народився у Кейптауні у родині батька-італійця та матері-південноафриканки.
До 20 років грав у регбі за місцеву команду, після чого розпочав заняття легкою атлетикою.
Срібний (біг на 400 метрів) та бронзовий (естафетний біг 4×400 метрів) призер чемпіонату Європи (1971).
Ексволодар вищого світового досягнення з бігу на 400 метрів у приміщенні (46,1; 1972).
Не зміг взяти участь в Олімпійських іграх 1972 року через травму.
Ексрекордсмен світу та Європи з бігу на 800 метрів (1.43,7; 1973). Перший в історії бігу на 800 метрів, хто подолав дистанцію швидше за 1.44,0.
Фіналіст (6-е місце) чемпіонату Європи у бігу на 800 метрів (1974).
Триразовий чемпіон Італії з бігу на 400 метрів (1971—1973).
Чемпіон Італії в приміщенні з бігу на 400 метрів (1972) та 800 метрів (1975).
Завершив змагальну кар'єру 1975 року, після якої грав у регбі за італійський клуб. Після цього повернувся до Південної Африки, де працював у компанії «Adidas».

## Визнання
- Кавалер Ордена «За заслуги перед Італійською Республікою» (2009)[2]

## Відео
- Відео забігу на 800 метрів 27 червня 1973, в якому був встановлений світовий рекорд на YouTube